# Arthur Leighton
Arthur Francis Leighton  (6. ožujka 1889. — 15. lipnja 1939.) je bivši britanski hokejaš na travi.
Osvojio je zlatno odličje na hokejaškom turniru na Olimpijskim igrama 1920. u Antwerpenu (Anversu) igrajući za Ujedinjeno Kraljevstvo. 

## Vanjske poveznice
- Profil na Database Olympics
- Profil na Sports Reference.com[neaktivna poveznica]